# Neblinaphryne mayeri
Neblinaphryne mayeri ist eine kleine Froschart, die in der Serra da Neblina im äußersten Süden Venezuelas und in einem kleinen Gebiet im angrenzenden Brasilien endemisch vorkommt. Die systematisch isolierte Froschart wurde erst 2017 entdeckt und 2024 wissenschaftlich beschrieben.

## Merkmale
Neblinaphryne mayeri ist eine sehr kleine Froschart, die eine Länge von ca. 2 Zentimeter erreicht. Die Rückenseite der Tiere, die Kehle und die Gliedmaßen sind dunkelbraun, Brust und Bauch sind hellbraun. Die Iris ist dunkelbraun. Der Kopf ist schmaler als der Rumpf. Von außen sichtbare Trommelfelle sind nicht vorhanden, Gehörknöchelchen (Columella) konnten jedoch nachgewiesen werden. Hautfalten (Annuli) fehlen. Ein Scheitelkamm fehlt. Die Finger und die Zehen sind voll entwickelt und kräftig. Sie sind am Ende nicht verbreitert. Die vorderen Finger- und Zehenknochen sind zugespitzt. Finger und Zehen besitzen keine Schwimmhäute oder seitliche Hautfalten.

## Lebensraum
Bis auf ein einzelnes Exemplar wurden alle 33 Typusexemplare von Neblinaphryne mayeri unter Felsen gefunden, oft zu mehreren. Die Fundorte lagen in Höhen von 2013 bis 2995 Metern, wobei nur zwei Exemplare unterhalb einer Höhe von 2600 Metern gesammelt wurden. Der höchste Fundort war der Gipfel des Pico da Neblina. Die umgebende Landschaft waren steile Felshänge, teilweise mit Gras und vereinzelten niedrigen Bäumen bewachsen.

## Systematik
Die Typusexemplare von Neblinaphryne mayeri wurden im November 2017 auf einem Pfad zum Pico da Neblina in der Serra da Neblina im nördlichen Südamerika gesammelt. Art und Gattung wurden 2024 zusammen mit Caligophryne doylei vom gleichen Fundort erstbeschrieben. Beide Arten gehören zur Überfamilie	Brachycephaloidea in der Unterordnung Neobatrachia („moderne Froschlurche“). Da Neblinaphryne mayeri sich aber schon seit 45 Millionen Jahren isoliert von den anderen Gruppen der Brachycephaloidea entwickelten, wurde die Art in eine eigene, monotypische Familie gestellt, die Neblinaphrynidae.
Die wahrscheinlichen Verwandtschaftsbeziehungen der Familien der Brachycephaloidea verdeutlicht folgendes Kladogramm:
|  | \| \| Brachycephalidae \| \| \| \| \| \| Caligophrynidae \| \| \| \| |
|  |                                                                      |
|  | Eleutherodactylidae                                                  |
|  |                                                                      |
|  | Brachycephalidae                                                     |
|  |                                                                      |
|  | Caligophrynidae                                                      |
|  |                                                                      |

|  | Brachycephalidae |
|  |                  |
|  | Caligophrynidae  |
|  |                  |

|  | Craugastoridae |
|  |                |
|  | Strabomantidae |
|  |                |

|  | \| \| Brachycephalidae \| \| \| \| \| \| Caligophrynidae \| \| \| \| |
|  |                                                                      |
|  | Eleutherodactylidae                                                  |
|  |                                                                      |
|  | Brachycephalidae                                                     |
|  |                                                                      |
|  | Caligophrynidae                                                      |
|  |                                                                      |

|  | Brachycephalidae |
|  |                  |
|  | Caligophrynidae  |
|  |                  |

|  | Craugastoridae |
|  |                |
|  | Strabomantidae |
|  |                |

|  | \| \| Brachycephalidae \| \| \| \| \| \| Caligophrynidae \| \| \| \| |
|  |                                                                      |
|  | Eleutherodactylidae                                                  |
|  |                                                                      |
|  | Brachycephalidae                                                     |
|  |                                                                      |
|  | Caligophrynidae                                                      |
|  |                                                                      |

|  | Brachycephalidae |
|  |                  |
|  | Caligophrynidae  |
|  |                  |

|  | Craugastoridae |
|  |                |
|  | Strabomantidae |
|  |                |

|  | \| \| Brachycephalidae \| \| \| \| \| \| Caligophrynidae \| \| \| \| |
|  |                                                                      |
|  | Eleutherodactylidae                                                  |
|  |                                                                      |
|  | Brachycephalidae                                                     |
|  |                                                                      |
|  | Caligophrynidae                                                      |
|  |                                                                      |

|  | Brachycephalidae |
|  |                  |
|  | Caligophrynidae  |
|  |                  |

|  | Craugastoridae |
|  |                |
|  | Strabomantidae |
|  |                |

|  | \| \| Brachycephalidae \| \| \| \| \| \| Caligophrynidae \| \| \| \| |
|  |                                                                      |
|  | Eleutherodactylidae                                                  |
|  |                                                                      |
|  | Brachycephalidae                                                     |
|  |                                                                      |
|  | Caligophrynidae                                                      |
|  |                                                                      |

|  | Brachycephalidae |
|  |                  |
|  | Caligophrynidae  |
|  |                  |

|  | Craugastoridae |
|  |                |
|  | Strabomantidae |
|  |                |

|  | \| \| Brachycephalidae \| \| \| \| \| \| Caligophrynidae \| \| \| \| |
|  |                                                                      |
|  | Eleutherodactylidae                                                  |
|  |                                                                      |
|  | Brachycephalidae                                                     |
|  |                                                                      |
|  | Caligophrynidae                                                      |
|  |                                                                      |

|  | Brachycephalidae |
|  |                  |
|  | Caligophrynidae  |
|  |                  |

|  | Craugastoridae |
|  |                |
|  | Strabomantidae |
|  |                |

|  | \| \| Brachycephalidae \| \| \| \| \| \| Caligophrynidae \| \| \| \| |
|  |                                                                      |
|  | Eleutherodactylidae                                                  |
|  |                                                                      |
|  | Brachycephalidae                                                     |
|  |                                                                      |
|  | Caligophrynidae                                                      |
|  |                                                                      |

|  | Brachycephalidae |
|  |                  |
|  | Caligophrynidae  |
|  |                  |

|  | Craugastoridae |
|  |                |
|  | Strabomantidae |
|  |                |

|  | \| \| Brachycephalidae \| \| \| \| \| \| Caligophrynidae \| \| \| \| |
|  |                                                                      |
|  | Eleutherodactylidae                                                  |
|  |                                                                      |
|  | Brachycephalidae                                                     |
|  |                                                                      |
|  | Caligophrynidae                                                      |
|  |                                                                      |

|  | Brachycephalidae |
|  |                  |
|  | Caligophrynidae  |
|  |                  |

|  | Craugastoridae |
|  |                |
|  | Strabomantidae |
|  |                |